# Dénestanville
Dénestanville é uma comuna francesa na região administrativa da Normandia, no departamento de Sena Marítimo. Estende-se por uma área de 2,7 km². Em 2010 a comuna tinha 268 habitantes (densidade: 99,3 hab./km²).